# Libanons flag
Libanons flag blev i sin nuværende form indført 7. december 1943. Libanon-Cederen på flaget skal symbolisere styrke, hellighed og evighed. Tidligere brugte Libanon den franske trikolore med Libanon-Cederen på det hvide felt.
- Wikimedia Commons har flere filer relateret til Libanons flag

| Flag | Spire Denne artikel om flag eller vexillologi er en spire som bør udbygges. Du er velkommen til at hjælpe Wikipedia ved at udvide den. |